# Rai Chaze
Rai Chaze, née en 1950 à Papeete, sur l'île de Tahiti, aussi connue sous le nom de Michou Chaze, est une autrice française polynésienne. Elle est principalement connue pour son livre Vaï, la rivière au ciel sans nuages et pour ses recueils de contes pour enfants. Elle est également membre fondatrice de la revue littéraire polynésienne Littérama'ohi.

## Biographie
Rai Chaze est née en 1950 à Papeete, sur l'île de Tahiti. Dans un texte autobiographique, elle se dit « métissée de sangs polynésien, viking et gaulois ». 
Elle grandit à Tahiti et fait ses études au lycée Paul Gauguin, avant de partir pour les États-Unis. Elle y vit une dizaine d'années, y fait des études et devient photographe de mode.  
Elle retourne ensuite à Tahiti. Elle se lie d'amitié avec Henri Hiro, artiste et militant polynésien, et s'engage dans des mouvements militants tahitiens. Elle travaille comme journaliste au quotidien Les nouvelles de Tahiti et à la radio anti-nucléaire Radio Te Reo o Tefana. 

### Carrière littéraire
Ses premiers textes paraissent sous le nom de Michou Chaze. En 1990, elle publie le recueil Vaï, la rivière au ciel sans nuages. Le livre est considéré comme étant à mi-chemin entre le recueil de nouvelles, le recueil de poèmes et le roman. Elle y aborde notamment la question des essais nucléaires en Polynésie. Elle y exprime son opposition au colonialisme français et sa recherche d'une identité tahitienne, utilisant parfois un mélange de français et de tahitien. 
Elle auto-édite ensuite Toriri, un recueil de poèmes et de prières qui reflète son rapport à la spiritualité. Il comporte des textes écrits en français, en tahitien et en anglais. Elle publie son deuxième recueil de poésie, I te Rai ra, en 2005. 
Elle participe également à des ouvrages collectifs, à Tahiti et dans divers pays du monde. 
En 2010 sort Avant la saison des pluies, son premier roman. 
En 2014 paraît Les Amants et la mer, un recueil de poèmes d'amour illustré par Tehani, Vashee et Hina Voisin, trois artistes de Polynésie qui avaient déjà illustré sa série des Contes imaginaires de Tahiti. 
En 2019, elle publie Les premières pluies de la mousson, qui relate son expérience de la maladie. Elle raconte son voyage en Thaïlande effectué en 2016 alors qu'elle était malade, et qui lui a permis de guérir « de façon naturelle » sans prendre de médicaments. 

#### Les contes polynésiens
Rai Chaze écrit également des contes. Elle raconte avoir commencé à en écrire en 2007, lors d'un voyage au Québec où elle rencontre Georges Sioui, professeur universitaire et amérindien de la tribu Wendat. Son premier recueil de contes est publié par une maison canadienne en 2009. En 2011, son conte Il a neigé aux Tuamotu est mis en scène par Julien Gué au Petit Théâtre de la Maison de la Culture de Tahiti.
Elle commence en 2013 une série de contes pour enfants inspirés de la culture polynésienne, « Les contes imaginaires de Tahiti ». La parution de deux nouveaux contes en 2014 lui donne l'occasion de rencontrer ses lecteurs au cours de séances de dédicaces pendant le mois de décembre.
Aux premiers contes s'ajoutent d'autres titres quelques années plus tard : en 2020, elle publie Hiti, le retour du navigateur, un conte pour enfants inspiré de légendes polynésiennes et de l'expérience de Rai Chaze de la navigation en pirogue. En 2021, elle publie La Princesse Moe. Le livre est illustré par Noah Gauderman, un Polynésien de 16 ans.
En tant qu'autrice de contes, elle participe à différentes manifestations culturelles. En 2015, elle participe à l'opération Lire en short autour des livres pour enfants. Elle participe également au Village de l'eau, festival autour de l'eau, où elle parle de ses livres qui abordent ce thème. En mai 2016, elle présente un de ses contes au Musée des îles à l'occasion de la Nuit des musées. En 2020, elle intervient lors d'une soirée littéraire sur le thème des contes et légendes polynésiens dans la littérature jeunesse.

### Participation à la vie culturelle polynésienne
Outre l'écriture de ses livres, Rai Chaze participe à la vie culturelle locale de diverses manières.
En 2002, elle participe à la fondation de la revue littéraire polynésienne Littérama'ohi avec un d'autres d'écrivains comme Flora Aurima-Devatine, Patrick Amaru, Danièle Helme, Jimmy Ly, Chantal T. Spitz et Marie-Claude Teissier-Landgraf. L'objectif de cette revue est de faire connaître la richesse et la diversité des auteurs et autrices de Polynésie française. Rai Chaze y publie par la suite plusieurs textes.
En 2013, avec Chantal Spitz, Ariirau Richard-Vivi et Michèle de Chazeaux, elle fait partie des autrices qui inspirent à Miriama Bono son exposition Te Mau Parau, qui mêle écriture et peinture.
En 2016, elle contribue à la création du collectif d'éditeurs indépendants Des plumes et des îles, qui édite principalement des livres numériques. Romina Tchiang Sang, une des deux créatrices du collectif, raconte que le projet est né de discussions avec Rai Chaze et d'autres auteurs. Ses textes sont les premiers que le collectif publie.
De manière générale, elle est invitée à de nombreux salons du livre et évènements littéraires,, notamment le salon du livre de Papara,.

## Œuvre

### Romans, nouvelles et textes personnels
- Michou Chaze, Vai : la rivière au ciel sans nuages, 1990 (ISBN 978-1-4839-8574-9 et 1-4839-8574-1, OCLC 929914612, lire en ligne)
- Avant la saison des pluies : roman, 2010 (ISBN 978-2-9525835-9-6 et 2-9525835-9-5, OCLC 785729156, lire en ligne)
- Les premières pluies de la mousson, 2019

### Poésie
- Toriri, Au Vent des îles, 2000
- I te Rai ra, Éditions Toriri, 2005

### Contes pour enfants
- Contes tahitiens, Cornac, 2009 (ISBN 978-2-89529-153-4 et 2-89529-153-5, OCLC 473360775, lire en ligne)
- Il a neigé aux Tuamoto, Les Éditions Présumées, 2011 (ISBN 978-2-919735-01-3 et 2-919735-01-2, OCLC 793359136, lire en ligne)
- Mahine et les fées des fleurs, 2012 (ISBN 978-1-4792-0176-1 et 1-4792-0176-6, OCLC 958940376, lire en ligne)
- La gardienne des choses, Api Tahiti, 2013 (ISBN 1-4921-9135-3 et 978-1-4921-9135-3, OCLC 892940028, lire en ligne)
- Hina et l'esprit de l'arbre, 2013 (ISBN 978-1-4840-9638-3 et 1-4840-9638-X, OCLC 959168061, lire en ligne)
- Mataroa et le roi des oiseaux, Api Tahiti, 2013 (ISBN 1-4801-0099-4 et 978-1-4801-0099-2, OCLC 892939332, lire en ligne)
- La reine des sirènes et la petite vague, Api Tahiti, 2014 (ISBN 1-5029-5282-3 et 978-1-5029-5282-0, OCLC 903285301, lire en ligne)
- Les amants et la mer, Api Tahiti, 2014 (ISBN 978-1-4949-9101-2 et 1-4949-9101-2, OCLC 877017972, lire en ligne)
- La 4ème fille, 2014 (ISBN 1-4996-0733-4 et 978-1-4996-0733-8, OCLC 946930250, lire en ligne)
- Hiti, le retour du navigateur, 2020
- La princesse Moe, 2021